# Steineck (Südschwarzwald)
Der Name Steineck oder Steinegg bezeichnet eine mutmaßliche Burgstelle bei Raitbach, einem Ortsteil der Stadt Schopfheim. Die mutmaßliche Befestigung befindet sich in 660 m ü. NN auf einem bewaldeten Hügel rund 200 Meter südlich des Weilers Steinighof. Wahrscheinlich handelte es sich nicht um eine mittelalterliche Höhenburg, sondern um die Ruine eines einer anderen Burg zugehörigen Bauernhofs.
Auf topographischen Karten ist an dieser Stelle eine Ruine „Steineck“ markiert, allerdings gibt es für die Existenz einer mittelalterlichen Burg keine Belege. Zwar findet sich die Bezeichnung „Steineck“ für eine Burganlage bei Raitbach urkundlich seit dem frühen 16. Jahrhundert, sie bezog sich damals allerdings auf eine andere Burgstelle, die heute als Burgholz bekannt ist. Auf der jetzt als Ruine Steineck bezeichneten Stelle befand sich damals ein Bauernhof, der zur Burg Burgholz/Steineck gehörte und in der Folge den gleichen Namen erhielt.
Bis in das späte 18. Jahrhundert hinein gibt es auch keine Hinweise auf eine Befestigung an dieser Stelle. Im Jahr 1859 wurde die Ruine abgebrochen und das Gelände zur landwirtschaftlichen Nutzung eingeebnet. Die Steine der Anlage wurden als Baumaterial verwendet.